# Pithiviers (quận)
Quận Pithiviers là một quận của Pháp, nằm ở tỉnh Loiret, ở vùng Centre-Val de Loire. Quận này có 5 tổng và 86 xã.

## Các đơn vị hành chính

### Các tổng
Các tổng của quận Pithiviers là: 
1. Beaune-la-Rolande
2. Malesherbes
3. Outarville
4. Pithiviers
5. Puiseaux

### Các xã
Các xã của quận Pithiviers, và mã INSEE là: 
| 1. Andonville (45005)               | 2. Aschères-le-Marché (45009)    | 3. Ascoux (45010)                  | 4. Attray (45011)                    |
| 5. Audeville (45012)                | 6. Augerville-la-Rivière (45013) | 7. Aulnay-la-Rivière (45014)       | 8. Autruy-sur-Juine (45015)          |
| 9. Auxy (45018)                     | 10. Barville-en-Gâtinais (45021) | 11. Batilly-en-Gâtinais (45022)    | 12. Bazoches-les-Gallerandes (45025) |
| 13. Beaune-la-Rolande (45030)       | 14. Boiscommun (45035)           | 15. Boisseaux (45037)              | 16. Bondaroy (45038)                 |
| 17. Bordeaux-en-Gâtinais (45041)    | 18. Bouilly-en-Gâtinais (45045)  | 19. Bouzonville-aux-Bois (45047)   | 20. Boynes (45050)                   |
| 21. Boësses (45033)                 | 22. Briarres-sur-Essonne (45054) | 23. Bromeilles (45056)             | 24. Chambon-la-Forêt (45069)         |
| 25. Charmont-en-Beauce (45080)      | 26. Chaussy (45088)              | 27. Chilleurs-aux-Bois (45095)     | 28. Châtillon-le-Roi (45086)         |
| 29. Coudray (45106)                 | 30. Courcelles (45110)           | 31. Courcy-aux-Loges (45111)       | 32. Crottes-en-Pithiverais (45118)   |
| 33. Césarville-Dossainville (45065) | 34. Dadonville (45119)           | 35. Desmonts (45124)               | 36. Dimancheville (45125)            |
| 37. Engenville (45133)              | 38. Erceville (45135)            | 39. Escrennes (45137)              | 40. Estouy (45139)                   |
| 41. Gaubertin (45151)               | 42. Givraines (45157)            | 43. Grangermont (45159)            | 44. Greneville-en-Beauce (45160)     |
| 45. Guigneville (45162)             | 46. Intville-la-Guétard (45170)  | 47. Jouy-en-Pithiverais (45174)    | 48. Juranville (45176)               |
| 49. La Neuville-sur-Essonne (45225) | 50. Laas (45177)                 | 51. Labrosse (45057)               | 52. Lorcy (45186)                    |
| 53. Léouville (45181)               | 54. Mainvilliers (45190)         | 55. Malesherbes (45191)            | 56. Manchecourt (45192)              |
| 57. Mareau-aux-Bois (45195)         | 58. Marsainvilliers (45198)      | 59. Montbarrois (45209)            | 60. Montigny (45214)                 |
| 61. Montliard (45215)               | 62. Morville-en-Beauce (45217)   | 63. Nancray-sur-Rimarde (45220)    | 64. Nangeville (45221)               |
| 65. Nibelle (45228)                 | 66. Oison (45231)                | 67. Ondreville-sur-Essonne (45233) | 68. Orveau-Bellesauve (45236)        |
| 69. Orville (45237)                 | 70. Outarville (45240)           | 71. Pannecières (45246)            | 72. Pithiviers (45252)               |
| 73. Pithiviers-le-Vieil (45253)     | 74. Puiseaux (45258)             | 75. Ramoulu (45260)                | 76. Rouvres-Saint-Jean (45263)       |
| 77. Saint-Loup-des-Vignes (45288)   | 78. Saint-Michel (45294)         | 79. Santeau (45301)                | 80. Sermaises (45310)                |
| 81. Thignonville (45320)            | 82. Tivernon (45325)             | 83. Vrigny (45347)                 | 84. Yèvre-la-Ville (45348)           |
| 85. Échilleuses (45131)             | 86. Égry (45132)                 |                                    |                                      |